# Кістоун (Південна Дакота)
Кістоун (англ. Keystone) — місто (англ. town) в США, в окрузі Пеннінґтон штату Південна Дакота. Населення — 240 осіб (2020).

## Географія
Кістоун розташований за координатами 43°53′44″ пн. ш. 103°25′36″ зх. д. / 43.89556° пн. ш. 103.42667° зх. д. (43.895541, -103.426663).  За даними Бюро перепису населення США в 2010 році місто мало площу 7,41 км², уся площа — суходіл.

## Демографія
Згідно з переписом 2010 року, у місті мешкало 337 осіб у 153 домогосподарствах у складі 81 родини. Густота населення становила 45 осіб/км².  Було 230 помешкань (31/км²).
Расовий склад населення:
| - 93,8 % — білих - 3,3 % — корінних американців - 0,6 % — азіатів - 0,3 % — вихідців з тихоокеанських островів |

До двох чи більше рас належало 1,8 %. Частка іспаномовних становила 8,3 % від усіх жителів.
За віковим діапазоном населення розподілялося таким чином: 22,3 % — особи молодші 18 років, 64,9 % — особи у віці 18—64 років, 12,8 % — особи у віці 65 років та старші. Медіана віку мешканця становила 42,8 року. На 100 осіб жіночої статі у місті припадало 103,0 чоловіків;  на 100 жінок у віці від 18 років та старших — 106,3 чоловіків також старших 18 років.
Середній дохід на одне домашнє господарство  становив 42 869 доларів США (медіана — 33 500), а середній дохід на одну сім'ю — 54 468 доларів (медіана — 45 750). За межею бідності перебувало 22,3 % осіб, у тому числі 4,3 % дітей у віці до 18 років та 34,2 % осіб у віці 65 років та старших.
Цивільне працевлаштоване населення становило 195 осіб. Основні галузі зайнятості: мистецтво, розваги та відпочинок — 46,7 %, роздрібна торгівля — 15,9 %, освіта, охорона здоров'я та соціальна допомога — 14,4 %.